# Miyoshi, Tokushima
Miyoshi (三好市 Miyoshi-shi) là một thành phố thuộc tỉnh Tokushima, Nhật Bản.